# Дудл, Вацлав
Вацлав Дудл (чеш. Václav Dudl; 22 сентября 1999 года, Чехия) — чешский футболист, защитник чешского клуба «Спарта», на правах аренды выступает за клуб «Виктория Жижков».

## Карьера
Дудл является воспитанником пражской «Спарты». С сезона 2016/2017 привлекается к тренировкам с основным составом. 16 октября 2016 года дебютировал в чешском чемпионате поединком против «Высочины», выйдя на замену на 66-й минуте вместо Даниэла Голцера. На момент дебюта ему было 17 лет и 24 дня. Всего в дебютном сезоне провёл 5 встреч.
Начало сезона 2017/18 проводил на правах аренды в клубе «Селье и Белло» Влашим. Вторую половину сезона в аренде в клубе «МАС Таборско».
Является игроком юношеских сборных Чехии.